# آموس لورانس (كاتب)
آموس لورانس (بالإنجليزية: Amos Lawrence)‏ هو كاتب أمريكي، ولد في 22 أبريل 1786 في غروتون في الولايات المتحدة، وتوفي في 31 ديسمبر 1852 في بوسطن في الولايات المتحدة.

## وصلات خارجية
- آموس لورانس على موقع الموسوعة البريطانية (الإنجليزية)